# Selectieve katalytische reductie
Selectieve katalytische reductie, beter bekend onder de Engelse naam Selective catalytic reduction (SCR), is een chemisch proces dat wordt gebruikt om de rookgassen die ontstaan bij een verbrandingsproces te ontdoen van stikstofoxiden (NOx) door het inspuiten van ammoniak of een mengsel van ureum en gedemineraliseerd water, in het Engels bekend onder de term "DEF" (Diesel Exhaust Fluid), in de uitlaatgassen. 
Het is duurder dan selectieve niet-katalytische reductie maar doorgaans werkzamer, aangezien het courant 90% reductie bewerkt. Een nog hogere reductie (>99%) is technisch goed realiseerbaar maar vereist complexe elektronica om de ureum nauwkeurig te doseren. Zonder deze elektronica is het noodzakelijk om de regeling op ongeveer 90% in te stellen om de uitstoot van vrij ammoniak te voorkomen. De uitstoot van vrij ammoniak is onwenselijk vanwege de onaangename geur.
Het proces gebruikt een katalysator om de reactie die NOx afbreekt efficiënter en op lagere temperatuur te doen verlopen. De reductie wordt uitgevoerd door de NOx te laten reageren met ureum of ammoniak, dat aan het rookgas moet worden toegevoegd. Een veel gebruikte toevoeging is AdBlue. Dit is een oplossing van 32,5% massaprocent ureum in gedemineraliseerd water. Behandelde uitlaatgassen worden uitgestoten in de atmosfeer, of worden doorgestuurd naar andere scheepsapparatuur, zoals de boiler of condensator.
Ureum is de bron van ammoniak:
{\displaystyle {\ce {(NH_2)2CO + H2O -> 2NH3 + CO2}}}
De eigenlijke reactie vindt plaats tussen een stikstofoxide en ammoniak:
{\displaystyle {\ce {4NO + 4NH3 + O2 -> 4N2 + 6H2O}}}
Het proces wordt selectief genoemd omdat de katalysator gericht de reductie van NOx bevordert.
De katalysator kan titanium(IV)oxide (TiO2), wolfraam(VI)oxide (WO3), vanadium(V)oxide (V2O5) of een zeoliet zijn. Deze kan in honingraatvorm, in korrels of in plaatvorm zijn.